# Macrocypraea mammoth
Macrocypraea mammoth é uma espécie de molusco gastrópode marinho, carnívoro, pertencente à família Cypraeidae da ordem Littorinimorpha. Foi classificada por Luiz Ricardo L. Simone e Daniel Caracanhas Cavallari, em 2020, no artigo científico "A new species of Macrocypraea (Gastropoda, Cypraeidae) from Trindade Island, Brazil, including phenotypic differentiation from remaining congeneric species", publicado em PLOS ONE. 15(1). É nativa do oeste do oceano Atlântico; endêmica da ilha de Trindade, no arquipélago brasileiro de Trindade e Martim Vaz. O molusco era desconhecido dos cientistas até três espécimes vivos serem coletados por uma expedição de pesquisa, na ilha, e identificados no Museu de Zoologia da USP.

## Nome da espécie
O nome mammoth é uma referência ao mamute, um Proboscidea extinto e amplamente reconhecido por seu enorme tamanho e estrutura pesada; uma alusão às grandes proporções e ao peso de sua concha. Além disso, as longas projeções anteriores da concha  de Macrocypraea mammoth lembram as presas de um mamute.

## Descrição da concha e hábitos
Concha cilíndrico-oval e inflada, com até 15 centímetros de comprimento e tamanho médio entre 10 a 13.5 centímetros, sólida e pesada, de superfície polida e de coloração castanha com manchas mais ou menos pálidas e arredondadas, grandes e dispersas, lhe recobrindo, a maioria das quais apresentando área central marrom escura. Abertura com lábio externo engrossado e dentículos internos; sendo longa e estreita, terminando em dois canais curtos (um deles, o canal sifonal). Pode ser distinguida de outras espécies de Macrocypraea do sul dos Estados Unidos e Caribe, nordeste e sudeste do Brasil, por seu tamanho maior, concha proporcionalmente mais pesada e sólida, de contornos mais arredondados e mais largos, com final cônico-posterior mais longo e base levemente inflada.
É encontrada em águas da zona nerítica e litoral até uma profundidade de 20 metros, em recifes de coral ou entre rochas; particularmente em habitats com algas. Seu espécime-tipo fora coletado a profundidade de 11.6 metros.

## Distribuição geográfica
Esta espécie ocorre no Atlântico ocidental; endêmica da ilha de Trindade, no arquipélago brasileiro de Trindade e Martim Vaz.

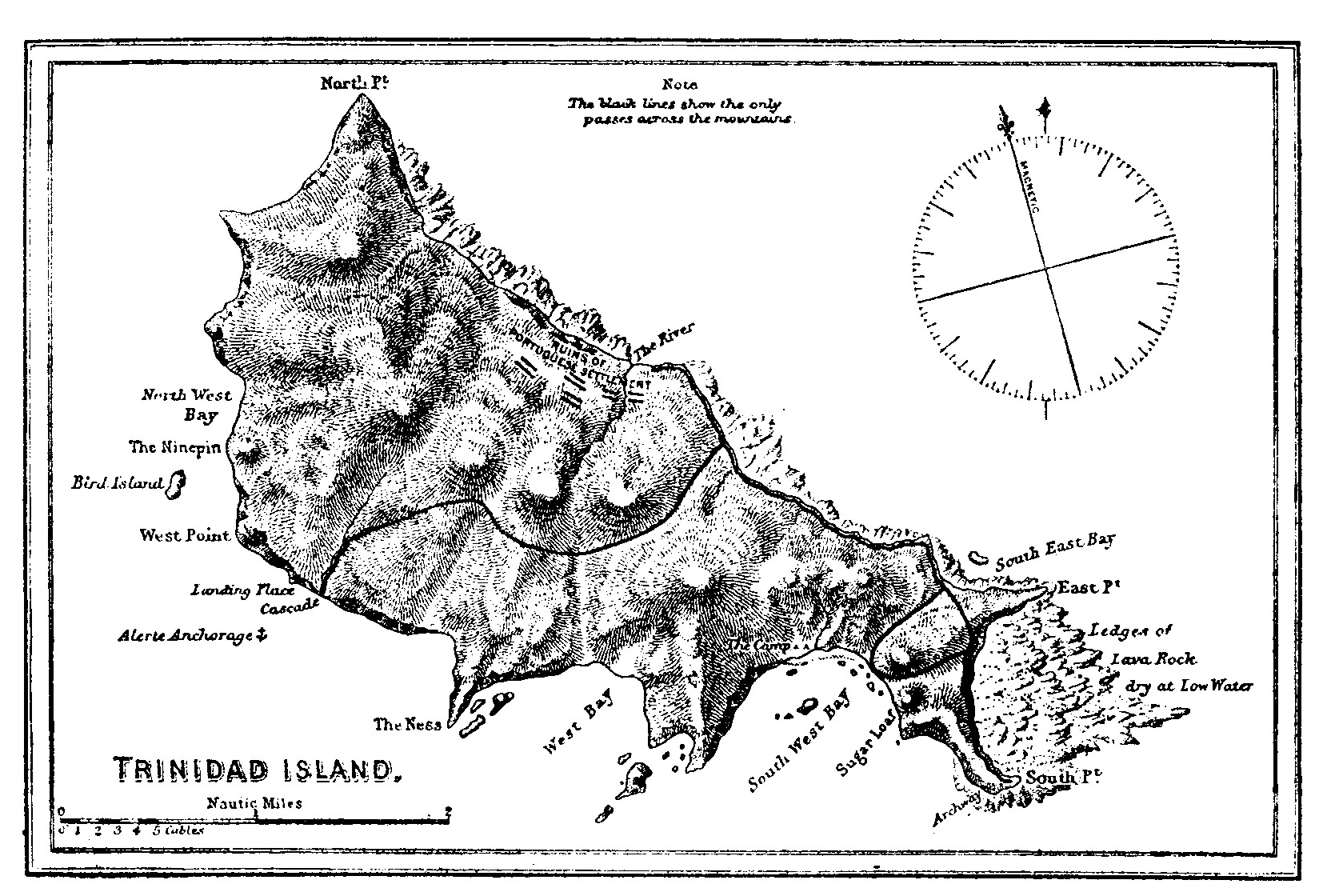
Mapa da ilha de Trindade, retirado do livro The Cruise of the Alerte.